# Šimunci
Šimunci is een plaats in de gemeente Desinić in de Kroatische provincie Krapina-Zagorje. De plaats telt 110 inwoners (2001).